# John Fellows Akers
John Fellows Akers (* 28. Dezember 1934 in Boston, Massachusetts; † 22. August 2014 ebenda) war ein US-amerikanischer Manager.

## Leben
Akers studierte an der Yale University. 1960 trat er als Verkaufstrainee in die Computerfirma IBM ein. 1976 wurde er Vizepräsident. Von 1983 bis 1989 war er Präsident von IBM. 1984 bis 1993 hielt er den Posten des CEO bei IBM inne; von 1986 bis 1993 war er auch „chairman“ (Vorsitzender) von IBM. Sein Nachfolger als CEO bei IBM wurde Louis Gerstner, Jr.
Akers wurde von Portfolio.com in die Liste der schlechtesten amerikanischen Geschäftsführer aufgenommen.